# 乔恩·弗里曼
乔恩·弗里曼，游戏设计师，软件开发商Automated Simulations联合创办人。
1980年，弗里曼和《Consumer Guide》编辑合著了《The Complete Book of Wargames》。该书除介绍战争游戏的历史和现况外，亦探讨了电脑在战棋游戏中的发展。